# آلیل پروپیل دی‌سولفید
آلیل پروپیل دی‌سولفید (به انگلیسی: Allyl propyl disulfide) با فرمول شیمیایی C۶H۱۲S۲ یک ترکیب شیمیایی است. شکل ظاهری این ترکیب، مایع زرد کمرنگ است.